# Elizabeth Coffey
Elizabeth Lamont Coffey Williams (marzo de 1948), conocida simplemente por su apellido de soltera Elizabeth Coffey, es una actriz y activista transgénero estadounidense. Coffey, una mujer trans, tuvo pequeños pero notables papeles en cuatro de las primeras películas de John Waters, convirtiéndose en miembro de los Dreamlanders, su reparto habitual. Su trabajo se ha expuesto en múltiples lugares nacionales, incluido el Museo de Arte de Baltimore y el Instituto de Arte de Chicago.

## Biografía
Coffey nació en 1948 en Brooklyn, Nueva York, como la mayor de cinco hermanos. A la edad de 5 años, su familia se mudó a Filadelfia, Pensilvania, donde se crio. Asistió a una escuela secundaria católica del noreste, una escuela católica privada exclusivamente para hombres, donde a menudo se rebelaba contra el código de vestimenta presentándose como una mujer, usando cabello largo con cola de caballo y saliendo con chicos. Según ella, sus padres estaban "demasiado tensos" para hablar con ella sobre su identidad de género, en un momento la confrontaron si era "queer" y la separaron del resto de sus hermanos. Finalmente, lo aceptaron y la dejaron regresar con la familia.
En 1970, hizo autostop hasta Baltimore, Maryland, donde se identificó abiertamente como una mujer transgénero. Mientras estuvo allí, conoció al cineasta John Waters mientras estaba en el sótano de una iglesia durante el estreno de una de sus películas anteriores, Multiple Maniacs. Al enterarse de que Coffey era una mujer trans, le describió la idea de incluirla en su próxima película como exhibicionista.
En el momento de su primera aparición cinematográfica en Pink Flamingos de Waters (en 1972), Coffey era una mujer transgénero preoperatoria que ya se había sometido a terapia hormonal para desarrollar los senos y los rasgos femeninos, a partir del verano de 1972. Ella interpretó el papel de una hermosa mujer que le da la vuelta a un exhibicionista/voyeur pervertido exponiéndose y mostrándolo, haciéndolo huir en estado de shock. Coffey se sometió a una cirugía de reasignación de sexo una semana después de que se filmara su escena, convirtiéndose en una de las primeras mujeres trans en recibir una cirugía de reasignación de sexo en el Hospital Johns Hopkins. Poco después, Coffey se unió a su elenco habitual de Dreamlanders, el conjunto de miembros regulares del elenco y el equipo de Waters, y también apareció en las películas Female Trouble (1974), interpretando a Earnestine, la triste compañera de celda del corredor de la muerte de Dawn Davenport (Divine), Desperate Living (1977) y Hairspray (1988).
Posteriormente se mudó a Rockford, Illinois, donde se casó y adoptó un niño. Más tarde, se divorció y regresó a Pensilvania.
Ella permanece en contacto con Waters, inaugurando baños de género neutro en el Museo de Arte de Baltimore junto con él en 2021, y ha trabajado con varias organizaciones benéficas relacionadas con el sida. Actualmente reside en Filadelfia en los Apartamentos John C. Anderson, una comunidad para personas mayores LGBT, donde co-facilita TransWay, un grupo de apoyo para personas trans y de género no conforme.

## Filmografía
- Pink Flamingos (1972) como una exhibicionista trans
- Female Trouble (1974) como Earnestine
- Desperate Living (1977) como barman
- Hairspray (1988) como madre de Dance Kid